# Hochzeit im Heu
Hochzeit im Heu ist ein von William Shakespeares „Romeo und Julia“ inspirierter, im alpinen Raum spielender deutsch-österreichischer Bauernschwank aus dem Jahre 1950. Unter der Regie von Arthur Maria Rabenalt spielen Inge Egger und Fritz Lehmann die Kinder zweier miteinander verfeindeter Familien, deren Glück am Zwist zu scheitern droht. Die Geschichte basiert auf dem Roman „Der Doppelselbstmord“ von Ludwig Anzengruber.

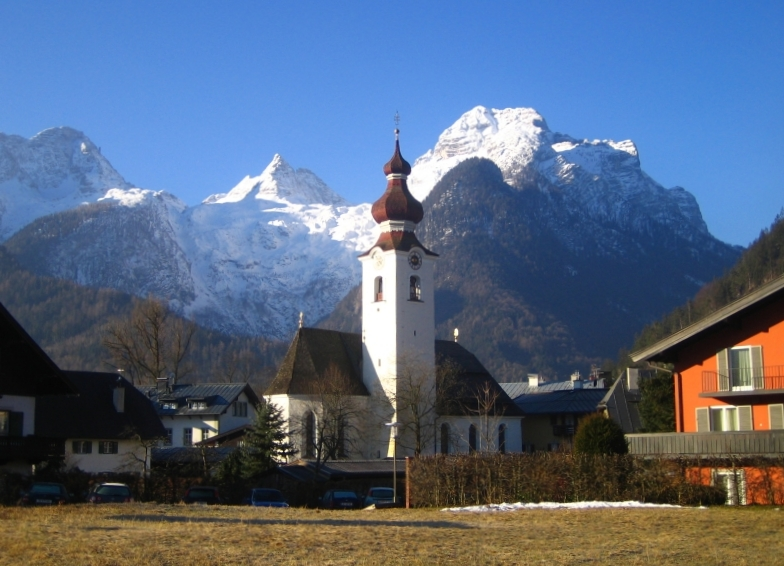
Drehort Lofer

## Handlung
Irgendwo im tiefsten Bayern: Die Sentners und die Hauderers sind sich spinnefeind. Daher scheint die Liebe der jungen Agerl Hauderer zu ihrem Poldi Sentner von nahezu unüberwindlichen Hürden behindert. Aus der Gegnerschaft zwischen dem properen Vitus Sentner und dem spindeldürren Ferdinand Hauderer ist in zwanzig Jahren eine regelrechte Erbfeindschaft erwachsen. Dabei sind beide Landwirte grundverschieden: Während Großbauer Vitus ein protziger Vertreter seines Standes ist und seinen Wohlstand auch gerne zeigt, verfügt der alte Hauderer kaum über Grund und Boden, mit dem er sich einen gewissen Wohlstand hätte erwirtschaften können. Lediglich in ihrer Sturheit sind die beiden Familienvorstände sich äußerst ähnlich. 
Agerl und Poldi verzweifeln zunehmend. Die Zustimmung ihrer Väter, die sich mittlerweile auf einem Schützenfest versöhnt haben, werden sie wohl nicht erhalten und die resolute Großbäuerin Theres Sentner zeigt sich besonders bockig. So entsteht die aus der Not geborenen Idee, sich gemeinsam das Leben zu nehmen. Man läuft davon und hinterlässt einen Abschiedsbrief, in dem diese Verzweiflungstat angekündigt wird. Sofort machen sich die Eltern Sentner und die Eltern Hauderer auf den Weg, um Agerl und Poldi zu suchen und das Schlimmste zu verhindern. Schließlich wird das Liebespaar versteckt im Heu entdeckt. Nun endlich kommen die Sturköpfe beider Seiten zur Vernunft und haben nichts mehr gegen die Liebe der beiden jungen Leute einzuwenden. Einer Hochzeit im Heu steht nun nichts mehr im Wege.

## Produktionsnotizen
Hochzeit im Heu entstand im Spätsommer/Herbst 1950 in den Studios von München-Geiselgasteig sowie mit Außenaufnahmen in Lofer und Umgebung. Der Film wurde am 11. Januar 1951 in Stuttgart uraufgeführt. Die Wiener Premiere war am 26. Januar 1951, die Berliner am 2. Februar desselben Jahres.
Der Produzent Ernest Müller und Frank Clifford übernahmen auch die Produktionsleitung, Felix Smetana schuf die Filmbauten.
Das spätere Komiker-Urgestein Franz Muxeneder gab hier sein Filmdebüt.

## Kritik
Im Filmdienst heißt es knapp: „Ein urwüchsiger Bauernschwank, der krachlederne Unterhaltung bietet.“